# Виноградов, Сергей Васильевич
Сергей Васильевич Виноградов (19 августа 1971) — советский и российский футболист, выступавший на позиции защитника. Сыграл три матча в высшей лиге России. Мастер спорта России.

## Биография
Начинал играть в футбол в волгоградских командах «МЦОП-Волгоградец» и «Судостроитель». В 1990 году провёл семь матчей за дубль «Ротора» в первенстве дублёров. В последнем сезоне чемпионата СССР выступал во второй лиге за «Торпедо» (Волжский).
В 1992 году вернулся в «Ротор». Дебютный матч в высшей лиге сыграл 12 августа 1992 года против московского «Спартака». Всего в сезоне-1992 принял участие в трёх матчах высшей лиги и одной игре в Кубке страны, а в следующем сезоне выступал только за дубль.
После ухода из «Ротора» выступал за саранскую «Светотехнику» и «Зарю» из Ленинска-Кузнецкого. В 1999 году вместе с волгоградской «Олимпией» поднялся из соревнований любительских команд во второй дивизион, а в 2002 году повторил этот путь с камышинским «Текстильщиком», причём в составе «Текстильщика» стал чемпионом страны среди любителей и получил за это звание мастера спорта. В возрасте 32 лет завершил профессиональную карьеру.
После окончания карьеры работал массажистом в камышинском «Текстильщике» и ФК «Москва».